# دومينغو داميغيلا
دومينغو داميغيلا (بالإسبانية: Domingo Damigella) (مواليد 6 يناير 1968) هو ملاكم أرجنتيني، مثّل بلاده في الألعاب الأولمبية الصيفية 1988.

## روابط خارجية
دومينغو داميغيلا على موقع بوكس ريك (الإنجليزية) (registration required)
- دومينغو داميغيلا على موقع أوليمبيديا (الإنجليزية)